# Sława (gmina)
Pour les articles homonymes, voir Sława.
La gmina de Sława est une gmina urbaine-rurale (gmina miejsko-wiejska) ou mixte de la powiat de Wschowa, dans la Voïvodie de Lubusz, dans l'ouest de la Pologne.
Son siège administratif (chef-lieu) est la ville de Sława qui se situe à environ 18 kilomètres au nord-ouest de Wschowa (siège de la powiat) et à 41 kilomètres à l'est de Zielona Góra (siège de la diétine régionale).
La gmina couvre une superficie de 326,78 km2 pour une population de 12 151 habitants en 2006 avec une population pour la ville de Sława de 3 893 habitants et pour la partie rurale de 8 258 habitants.

## Histoire
De 1975 à 1998, la gmina est attachée administrativement à la voïvodie de Zielona Góra.

Depuis 1999, elle fait partie de la voïvodie de Lubusz.

## Géographie
Outre la ville de Sława , la gmina inclut les villages et localités de :

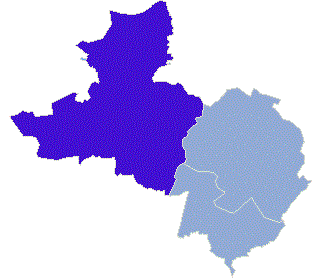
Plan de la gmina

- Bagno
- Cegłówko
- Ciepielówek
- Ciosaniec
- Dąb
- Dębczyn
- Dębowo
- Droniki
- Głuchów
- Gola
- Jutrzenka
- Kamienna
- Krążkowo
- Krępina
- Krzepielów
- Krzydłowiczki
- Kuźnica Głogowska
- Lipinki
- Lubiatów
- Lubogoszcz
- Łupice
- Myszyniec
- Nowe Strącze
- Przybyszów
- Przydroże
- Radzyń
- Śmieszkowo
- Spokojna
- Stare Strącze
- Szreniawa
- Tarnów Jezierny
- Tarnówek
- Wróblów

### Gminy voisines
La gmina de Sława est voisine des gminy suivantes :
- Kolsko
- Kotla
- Nowa Sól
- Przemęt
- Siedlisko
- Szlichtyngowa
- Wijewo
- Wolsztyn
- Wschowa

## Structure du terrain
D'après les données de 2002, la superficie de la commune de Sława est de 326,78 kilomètres carrés, répartis comme telle :
- terres agricoles : 41%
- forêts : 49%

La commune représente 52,3% de la superficie du powiat.

## Démographie
Données du 30 juin 2004:
| Description        | Total  | Total | Femmes | Femmes | Hommes | Hommes |
| ------------------ | ------ | ----- | ------ | ------ | ------ | ------ |
| Unité              | Nombre | %     | Nombre | %      | Nombre | %      |
| Population         | 12 144 | 100   | 6 157  | 50,7   | 5 987  | 49,3   |
| Densité (hab./km²) | 37,2   | 37,2  | 18,8   | 18,8   | 18,3   | 18,3   |